# Meer von Nairi
Der Begriff Meer von Nairi der assyrischen Quellen (A.AB.BA ša KUR Na-i-ri, mātna-'i-ri) wird gewöhnlich mit Vansee übersetzt. Seit Salmanassar II. werden ein „oberes und unteres Meer von Nairi“ erwähnt, Russell vermutet hier den Vansee und den Urmia-See, die allgemeinere Formulierung „Meer von Nairi“ bezeichnet also möglicherweise beide Gewässer. In dem Bericht über sein 3. Regierungsjahr erwähnt Salmanasser nur das Meer von Nairi, obwohl er sowohl den Van- als auch den Urmiasee erreicht haben muss.
In den assyrischen Quellen wird der Vansee auch als das „Obere Meer“ bezeichnet. Der Name taucht zum Beispiel in den Inschriften von Tukulti-Ninurta I. in Verbindung mit den Nairi-Ländern auf. Auch Aššur-bel-kala erwähnt das „Obere Meer“ in einem Fragment. In mehreren Inschriften von Tiglat-pileser III. wird das „Obere Meer des Sonnenuntergangs“ erwähnt. Der Begriff wird anscheinend sowohl für den Vansee als auch für das Mittelmeer verwendet, das Tiglat-pileser als erster assyrischer Herrscher erreichte.
Gregor Melikišvili will das obere Meer als Schwarzes Meer deuten, worin ihm aber kaum andere Forscher gefolgt sind.

## Salmanasser III.
In der Inschrift auf seinem Thron in Kalhu berichtet Salmanasser III. von seinen Taten. Im Jahr seiner Thronbesteigung, also 850 v. Chr. zog er zum Meer des Landes Nairi. Er reinigte seine Waffen in dem Meer, opferte Schafe und errichtete eine Stele mit seinem Abbild als König, „um meinen Namen kundzutun“. Er eroberte und verbrannte die Städte Aridu, Ḫubuškia, Sugunia und alle Städte in ihrer Nachbarschaft und schleppte Beute hinweg. Er empfing den Tribut von Ḫarǧa, Harmasa, Ulmasa, Simera, Siriš und Gilzanu – Wagenpferde und Kamele mit zwei Höckern.